# Anarquismo y religión

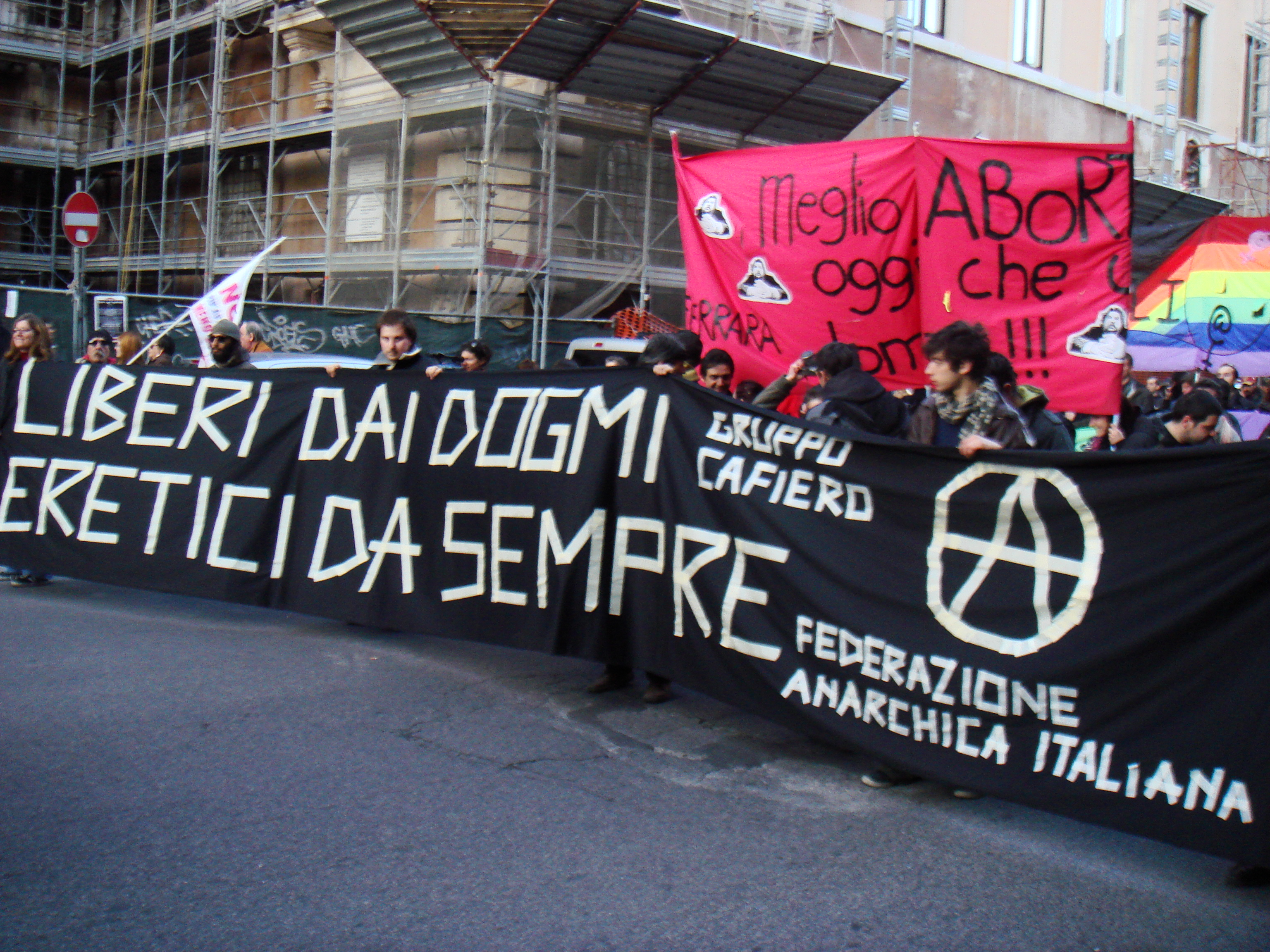
Miembros de la Federación Anarquista Italiana marchan en una manifestación anticlerical mientras la pancarta dice "Libres de dogmas, siempre herejes"

Los anarquistas tradicionalmente han sido escépticos de los credos religiosos y de las organizaciones religiosas, y se han opuesto a ellas, pues las han considerado coactivas por naturaleza y, en general, alineadas estrechamente con estructuras del poder político del Estado. Sin embargo, los anarquistas no necesariamente están opuestos a una fe o creencia personal mientras algunos de ellos han visto como fuente de inspiración a algunas sectas religiosas y variaciones de religiones centrales. 
Aunque la mayoría de los anarquistas se han manifestado como ateos o agnósticos, algunos anarquistas notables han sido religiosos, como León Tolstoi y Ammon Hennacy, ambos creyentes fieles de los principios de la no violencia y del anarquismo cristiano.

## Librepensamiento en el anarquismo
La relación del anarquismo con el librepensamiento ha generado choques con la religión.

### Ateísmo

El símbolo del ateísmo hace alusión a la "a circulada" anarquista.

Otro símbolo ateo propuesto, es una escuadra circulada, semejante al símbolo nulo Ø, también contiene algo semejante a una "a".

Publicada póstumamente en francés en 1882, Dios y el Estado de Mijaíl Bakunin fue uno de los primeros tratados anarquistas sobre la religión. Bakunin expone su filosofía del lugar histórico de la religión y su relación con el Estado político moderno, ambas como instituciones negativas para la humanidad. Fue más tarde publicado en inglés por Mother Earth Publications en 1916.

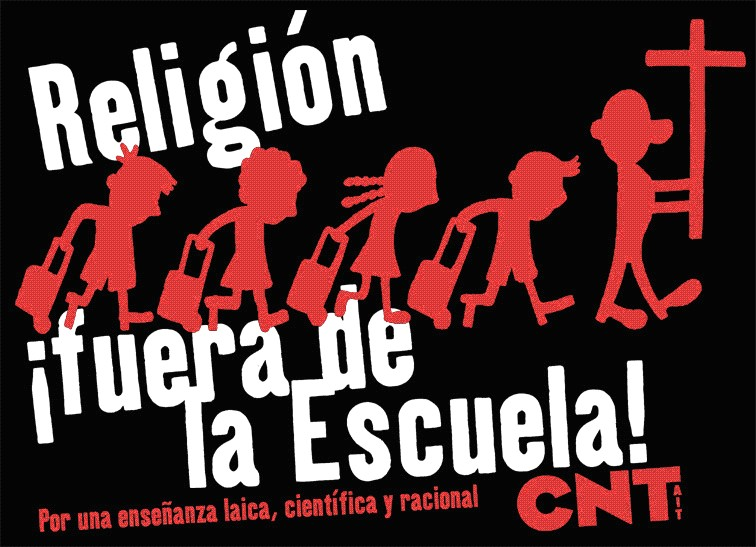
Cartel de la CNT "Religión fuera de la escuela" a favor del laicismo.

A finales del siglo XIX e inicios del siglo XX, anarquistas como Voltairine de Cleyre eran frecuentemente asociados con el movimiento de librepensadores, apoyando el ateísmo. Los anarquistas españoles del temprano siglo XX fueron responsables por quemar varias iglesias, aunque muchas de ellas fueron por parte del Partido Radical, pero adjudicadas a anarquistas. El apoyo de los líderes de la Iglesia por el fascismo durante la guerra civil española contribuyó en gran manera al sentimiento antirreligioso.
Emma Goldman escribió en Anarquismo: lo que realmente representa:

El anarquismo ha declarado una guerra en las influencias perniciosas que hasta ahora nos han alejado de la armoniosa fusión de lo individual y los instintos sociales, lo individual y la sociedad. Religión, el dominante de la mente humana; Propiedad, el dominante de las necesidades humanas; y Gobierno, el dominante de la conducta humana, representan el fuerte de la esclavitud del hombre y todos los horrores que conlleva.
Emma Goldma, Anarquismo: lo que realmente representa

Los anarquistas partidarios del ateísmo plantean que la creencia en Dios es el origen de la sumisión del individuo a principios superiores a su propia vida tanto en un sentido personal como político, quitándole su autoestima, su orgullo de sus propios méritos, su iniciativa de organización colectiva, e impidiéndole entender que es cada persona la que da el sentido a su existencia. Así entonces creer en un ser supremo justifica también a los gobiernos, por lo que vincula la propaganda religiosa con el poder político, ya que si los religiosos predican que dios "hace las cosas por nosotros y por nuestro bien y hay que agradecérselo", entonces estas personas quedan condicionadas a la obediencia del gobierno que se plantearía a sí mismo como un dios en tierra.

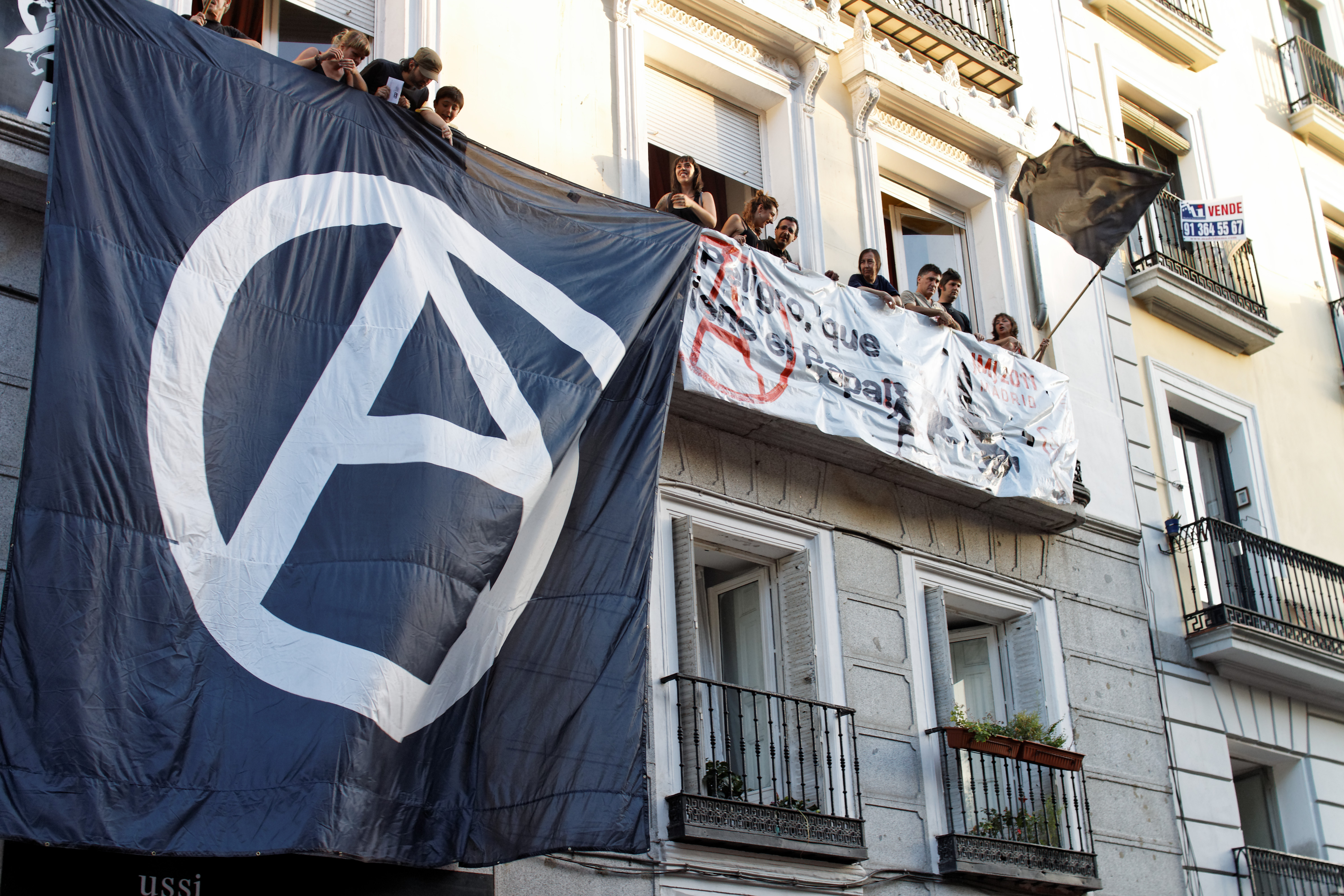
Manifestación laica y cívica en las calles de Madrid contra la financiación pública y el apoyo institucional a la visita del Papa.

No plantean el ateísmo como algo obligatorio ni por decreto sino como una labor de educación y concienciación voluntaria en una filosofía naturista que no dé explicaciones sobrenaturales a los hechos de la realidad, ya que algo por no conocido o entendido no significa que sea sobrenatural. Véase: Bright, escuela racionalista.

### Masonería
Se han señalado algunos paralelismos entre el anarquismo y la masonería para explicar los casos de libertarios que participaron en esta institución iniciática. Ambas corrientes confían en la educación para lograr la transformación moral del individuo que conduzca a una sociedad libre basada en la fraternidad de todos los seres humanos y la fe en la ciencia y la razón concebidas como las impulsoras del bienestar y progreso del género humano, así como coinciden en su apuesta por el librepensamiento y su anticlericalismo.
Esta relación se usó en el pasado como calumnia e incluso como justificativo para la represión y la propaganda política contrarias al anarquismo por parte de elementos conservadores, ya que se rumoreaba a través de sectores de la opinión pública que la masonería era una sociedad secreta anticatólica, además de antitradicionalista y, por tanto, para el conservadurismo era "diabólica", "pervertida" y "pervertidora de la sociedad", y el anarquismo era sólo una herramienta conspirativa de la masonería para destruir los "buenas costumbres" de la sociedad.

Escuadra y compás, típicos símbolos masones
Sello del Consejo Federal de España de la AIT con el símbolo masónico de la escuadra y la plomada

Entre los padres fundadores del anarquismo encontramos vínculos con la masonería. Mijaíl Bakunin aparece en “Bakunin y la Internacional en Italia del 1864 al 1872” de Max Nettlau (1865-1944), el principal historiador del anarquismo, con documentación que acredita a Bakunin como grado 32.º del Rito Escocés Antiguo y Aceptado, este pertenecía a la logia de Les Elus d´ Hiram de París; Pierre-Joseph Proudhon (1809-1865) fue iniciado el 8 de enero de 1847 en la logia de Besançon. Otros conocidos masones y anarquistas han sido el educador español Francisco Ferrer Guardia, o el introductor del anarquismo en España el italiano Giuseppe Fanelli, entre otros. La relación con la masonería puede evidenciarse también en América como por ejemplo con el anarquismo en Argentina.

## Anarquismo en la religión
Los movimientos anárquicos y antiautoritarios han jugado roles significativos en el desarrollo de ciertas religiones, particularmente las que se abogan por la libertad individual y la cooperación voluntaria de espaldas al poder político. Algunos de estos han sido vistos como poseedores de enseñanzas explícitamente anárquicas.

### Anarquismo y budismo
El budismo es considerado por muchos como una religión no teísta, humanista, basado en una tradición de experiencia que contrasta con muchas otras religiones. La mayoría de las corrientes reconocen a Buda como un hombre y un símbolo de la obtención de la iluminación, aunque es adorado como un semidiós por unas pocas escuelas. Las escrituras budistas, como el Kalama Sutra, tienen una actitud antiautoritaria que recomienda el cuestionamiento de la autoridad y dogmas religiosos, confiando en el juicio personal.

### Anarquismo y cristianismo

Símbolo que representa el anarquismo cristiano.

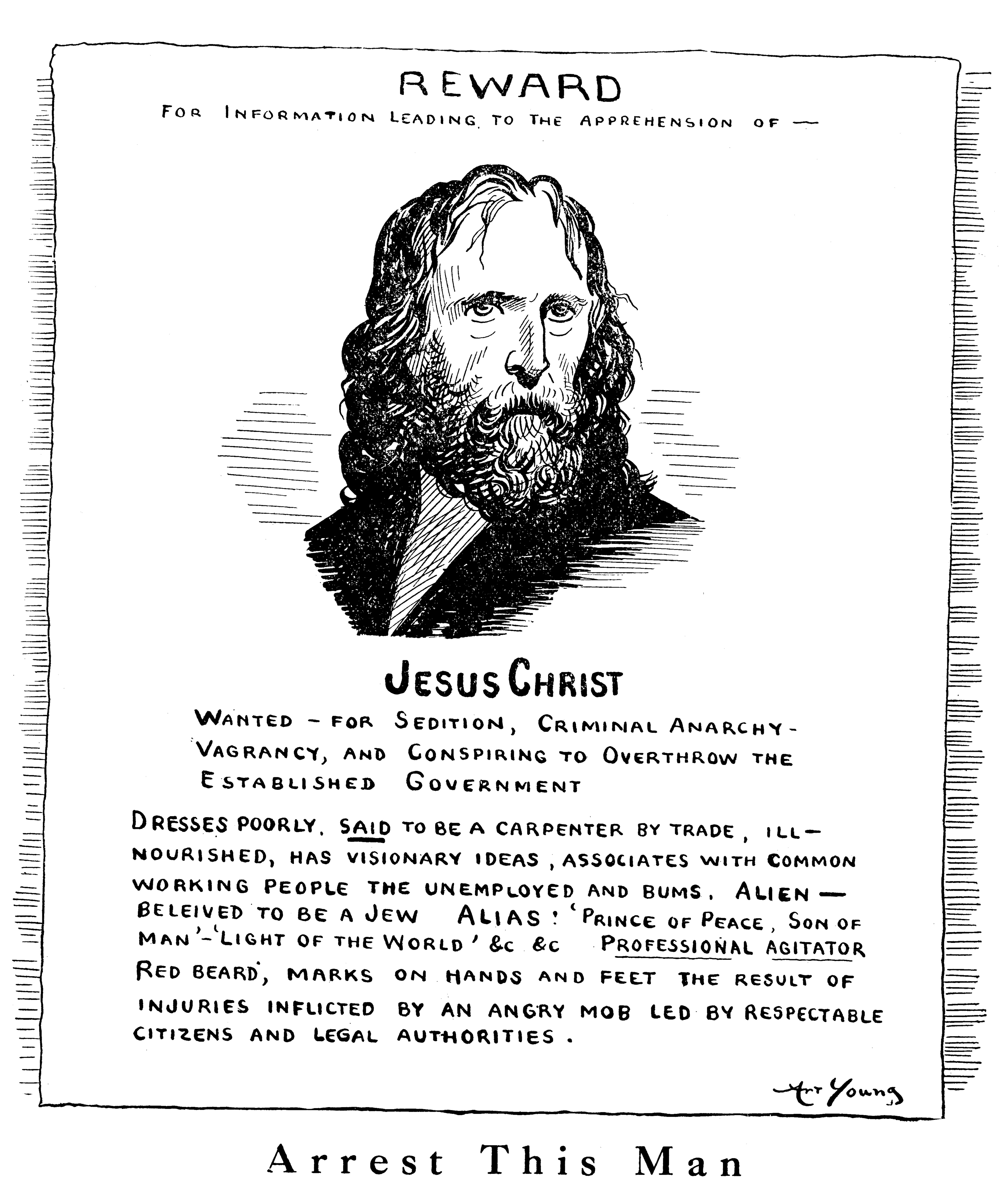
Caricatura política de 1917 del caricaturista socialista Art Young, que representa a Cristo como un hombre buscado por sedición y otros delitos (impresa para protestar por los arrestos de activistas radicales de izquierda en ese momento que se oponían a la participación de Estados Unidos en la Primera Guerra Mundial)

El anarquismo cristiano o anarcocristianismo es una forma de entender la vida cristiana en la que los principios éticos y de organización social son anarquistas. Los cristianos anarquistas afirman que si cada individuo es valioso ante Dios, sólo rige el derecho natural de las personas como fundamento de la libertad individual y no hay lugar para gobiernos, civiles o eclesiásticos, sobre las personas.
De acuerdo a algunos, la cristiandad fue originalmente un movimiento anarquista pacífico. Se dice que Jesús, en esta visión, vino para dar poder a los individuos y liberar al pueblo de las doctrinas religiosas opresivas en la Ley Mosáica; él enseñó que la única figura con derecho de autoridad era Dios, no el Hombre, evolucionando a la ética de reciprocidad. 

### Anarquismo y Discordianismo
Las enseñanzas del discordianismo tienen gran parecido a las ideas situcionistas y otros sentimientos elementales anárquicos. La surrealidad del discordianismo ciertamente combina con el anarquismo, aunque sea solamente ontológico.

### Anarquismo y judaísmo
Ha habido muchos anarquistas judíos. Algunos, como Ashkenazi, fueron prominentes en el movimiento laborista desde el 1880 hasta el 1930. Hoy en día, hay un gran número de anarquistas en Israel y organizaciones como Anarchists Against the Wall, que luchan contra la barrera en la Franja de Gaza y Cisjordania. También se puede citar a Bernard Lazare en Francia, con un pensamiento socialista pero con la postura de que había cierta desconfianza hacia la autoridad política. Pero la mayor vinculación entre judaísmo y pensamiento ácrata la observamos en Europa central. Como afirma Jourdain (2014) "este movimiento libertario se constituyó a partir del encuentro entre el mesianismo judío tradicional y el romanticismo alemán. Se elabora entonces en el seno de ese movimiento una forma de mesianismo revolucionario sin mesías, a la vez crítico del Estado y de la filosofía de las Luces."

### Anarquismo e Islam
A través de la historia del Islam han existido varios troncos antiautoritarios, generalmente relacionados con el sufismo. El final del siglo XX trajo al sincretismo del Islam y al anarquismo hacia una filosofía no violenta, antiautoritaria adoptada por gente como Hakim Bey y Yakoub Islam. El anarquismo también ha influido movimientos políticos no islamistas pero sí de mayoría musulmana, siendo un ejemplo contemporáneo los kurdos del Partido de los Trabajadores de Kurdistán y movimientos allegados; si bien no se les puede calificar ortodoxamente como anarquistas y ellos mismos no reclaman dicha etiqueta, la influencia del anarquista Murray Bookchin en el líder kurdo Abdullah Öcalan sirvió para hacer que este movimiento independentista kurdo, mayoritariamente musulmán, sustituyese su marxismo-leninismo inicial por el confederalismo democrático. La Revolución de Rojava ha sido objeto de una gran atención por parte del movimiento anarquista en todo el mundo, por sus similitudes con lo que se espera de una revolución verdaderamente anarquista.Tenemos también intentos de unir islam y anarquismo con Abdennur Prado en su libro El Islam como Anarquismo Místico.

### Anarquismo y Taoísmo
El texto central de taoísmo y la filosofía taoísta, el Tao Te Ching, es considerado por muchos como uno de los grandes clásicos anarquistas. En el tiempo en el que fue escrito en la antigua China, había una lucha entre taoístas, legalistas y confucianos, en la cual los legalistas estaban a favor de una codificación de la ley y una centralización de gobierno, mientras que los confucianos generalmente preferían la moderación a través de ritos en lugar de leyes. Los taoístas, por otra parte, rechazaban tales ideas. En el centro del taoísmo yace la noción del Wu wei (frecuentemente traducido; acción a través de inacción). Puede sumarizarse con la siguiente cita del Tao Te Ching; El mundo es gobernado deseando que las cosas tomen su curso. No puede ser gobernado interfiriendo. Esta y otras ideas en el Tao Te Ching resuenan con los conceptos modernos de anarquismo.

### Anarquismo y Unitarismo
El unitarismo universalista, (o UUismo), no es necesariamente una religión anarquista, pero tiene estructuras con características anárquicas. El unitarismo universalista es una religión en la cual las iglesias y los ritos son generalmente ejecutadas de forma democrática y de manera descentralizada y autónoma. Los congregantes laicos frecuentemente organizan sus propios ritos cuando los reverendos toman descansos. Los ritos son abiertos a la participación de los miembros. Los siete valores del UUismo son generalmente concordantes con los valores anarquistas.

### Anarquismo y Wicca
El wicca es una religión descentralizada donde cada practicante es libre de modificar rituales, oraciones, etc., siempre y cuando se adhieran a la Red wiccanna: Mientras no dañéis a nadie, haced lo que queráis. Los Aquelarres/covens (grupos) de wiccanos no tienen una autoridad central más grande que el/la Sacerdote/Sacerdotisa. Aunque muchos wiccanos no son anarquistas de por sí, las docenas de ramas del Wicca, además de los muchos miles de wiccanos solitarios (sin conexión a aquelarre alguno), son un testamento de la inherente estructura anárquica del Wicca.

### Anarquismo y conservadurismo religioso
El paleolibertarismo es una corriente amistosa con las religiones judeocristianas. Proveniente del anarcocapitalismo fue desarrollado por los teóricos Murray Rothbard y Lew Rockwell, y combina valores culturales y filosofía social conservadora con una oposición libertaria a la intervención del gobierno. La filosofía paleolibertaria se desarrolla sobre la hipótesis de la eficacia «natural» de las autoridades culturales e instituciones civiles (familia, empresa, iglesia, academia) dentro de sus propias «esferas de autoridad» frente a la gestión de las instituciones estatales consideradas ineficientes e incluso destructivas para la sociedad, alternando entonces una finalidad filo-anarquista con el conservadurismo como método.